# Together (Bob Brookmeyer e Mads Vindig)
Together è un album di Bob Brookmeyer e Mads Vinding, pubblicato nel 2000 dall'etichetta Challenge Records.
Il disco fu registrato il 9 e 10 ottobre del 1998 al "Broadcast House Studios" di Copenaghen in Danimarca.

## Tracce
1. Anything Goes – 7:47 (Cole Porter)
2. New Song – 4:24 (Bob Brookmeyer)
3. How Deep Is the Ocean? – 7:23 (Irving Berlin)
4. Everything Happens to Me – 7:23 (Tom Adair, Matt Dennis)
5. I Can't Get Started – 7:45 (Vernon Duke, Ira Gershwin)
6. Someday My Prince Will Come – 6:42 (Frank Churchill, Larry Morey)
7. Pretty Song – 5:44 (Bob Brookmeyer)
8. Time on My Hands – 6:31 (Harold Adamson, Mack Gordon, Vincent Youmans)
9. Nobody Knows – 8:42 (Bob Brookmeyer)

## Formazione
- Bob Brookmeyer - trombone a pistoni, pianoforte
- Mads Vinding - contrabbasso